# Tom Atkins (actor)
Tom Atkins (n. 13 noiembrie 1935, Pittsburgh, Pennsylvania, SUA) este un actor american. Este cel mai cunoscut pentru apariția sa în filme de groază și thriller. A colaborat cu scriitori și regizori ca Shane Black⁠(d), William Peter Blatty⁠(d), John Carpenter, Fred Dekker⁠(d), Richard Donner, Stephen King și George A. Romero. Este, de asemenea, o față cunoscută pentru telespectatori, interpretând adesea ofițeri de poliție și figuri dure de autoritate și este probabil cel mai cunoscut pentru rolul său ca Lt. Alex Diel din serialul TV The Rockford Files⁠(d) (1974–1977).
Atkins a apărut în numeroase filme, inclusiv Ceața (1980), The Ninth Configuration⁠(d) (1980), Evadare din New York (1981), Creepshow (1982), Halloween III (1982), Noaptea monștrilor (1986), Armă mortală (1987), Din iad (1988), Due occhi diabolici (1990), Bob Roberts (1992), Zonă de impact⁠(d) (1993), Infern de Ziua Îndrăgostiților 3D (2009), Iadul se dezlănțuie 3D (2011), Encounter (2018) și Trick (2019).

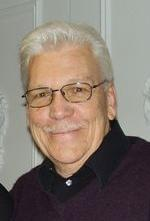
Tom Atkins în 2007

Atkins a apărut și în numeroase filme  și seriale de televiziune ca Hawaii Five-O (1975), Kojak: Flowers for Matty⁠(d) (1990), Walker, polițist texan (1993), Fortune Hunter⁠(d) (1994), Xena, Prințesa războinică (1996), Brigada Omucideri (1998), Oz (2003), Lege și ordine: Intenții criminale (2003), Jurații  (2004) și The Last-Drive In with Joe Bob Briggs (2019).

## Filmografie

### Film
| An   | Titlu                                      | Rol                    | Regizor                         | Note                                                |
| ---- | ------------------------------------------ | ---------------------- | ------------------------------- | --------------------------------------------------- |
| 1968 | The Detective⁠(d)                           | Harmon                 | Gordon Douglas                  |                                                     |
| 1970 | Where's Poppa?⁠(d)                          | Policeman In Apartment | Carl Reiner                     |                                                     |
| 1970 | The Owl and the Pussycat⁠(d)                | Kid In Car             | Herbert Ross                    | Nemenționat                                         |
| 1976 | Special Delivery⁠(d)                        | Cop On Beat            | Paul Wendkos⁠(d)                 |                                                     |
| 1977 | Tarantulas: The Deadly Cargo⁠(d)            | Buddy                  | Stuart Hagmann                  | Film TV                                             |
| 1980 | The Fog                                    | Nick Castle            | John Carpenter                  |                                                     |
| 1980 | The Ninth Configuration⁠(d)                 | Sergent Krebs          | William Peter Blatty⁠(d)         |                                                     |
| 1981 | Escape from New York                       | Captain Rehme          | John Carpenter                  |                                                     |
| 1982 | Creepshow                                  | Stan                   | George A. Romero                | (segmentele "Prologue" / "Epilogue"), Nemenționat   |
| 1982 | Halloween III: sezonul of the Witch        | Dr. Dan Challis        | Tommy Lee Wallace⁠(d)            |                                                     |
| 1985 | The New Kids⁠(d)                            | 'Mac' MacWilliams      | Sean S. Cunningham              |                                                     |
| 1986 | Night of the Creeps                        | Ray Cameron            | Fred Dekker⁠(d)                  |                                                     |
| 1987 | Lethal Weapon                              | Michael Hunsaker       | Richard Donner                  |                                                     |
| 1988 | Lemon Sky⁠(d)                               | Douglas                | Jan Egleson                     |                                                     |
| 1988 | Maniac Cop                                 | Detective Frank McCrae | William Lustig⁠(d)               |                                                     |
| 1990 | Two Evil Eyes                              | Detective Grogan       | George A. Romero, Dario Argento | (segmentul "The Facts in the Case of Mr. Valdemar") |
| 1992 | Bob Roberts                                | Dr. Caleb Menck        | Tim Robbins                     |                                                     |
| 1993 | Striking Distance⁠(d)                       | Sergent Fred Hardy     | Rowdy Herrington⁠(d)             |                                                     |
| 2000 | Bruiser⁠(d)                                 | Detective McCleary     | George A. Romero                |                                                     |
| 2001 | Out of the Black                           | Eugene Carter          | Karl Kozak                      |                                                     |
| 2002 | Turn of Faith⁠(d)                           | Charlie Ryan           | Charles Jarrott                 |                                                     |
| 2009 | My Bloody Valentine 3D                     | Șerif Jim Burke        | Patrick Lussier                 |                                                     |
| 2009 | Shannon's Rainbow⁠(d)                       | Căpitan Martin         | Frank E. Johnson⁠(d)             |                                                     |
| 2009 | Trapped                                    | Detectiv Abbott        | Ron Hankison, Gavin Rapp        |                                                     |
| 2010 | The Chief⁠(d)                               | Art Rooney Sr.         | Steve Parys                     |                                                     |
| 2011 | Drive Angry                                | Căpitan                | Patrick Lussier                 |                                                     |
| 2011 | Arriving at Night                          | Phil Redman            | Andrew Ford                     | Scurtmetraj                                         |
| 2013 | Fantasm                                    | Rolul său              | Kyle Kuchta                     | Documentar                                          |
| 2014 | Apocalypse Kiss                            | Căpitan John Vogle     | Christian Grillo                |                                                     |
| 2014 | Judy's Dead                                | Roy                    | Dave Rodkey                     |                                                     |
| 2015 | Smoke and Mirrors: The Story of Tom Savini | Rolul său              | Jason Baker⁠(d)                  | Documentar                                          |
| 2018 | Encounter⁠(d)                               | Profesor Westlake      | Paul Salamoff                   |                                                     |
| 2019 | Trick                                      | Talbott                | Patrick Lussier                 |                                                     |
| 2020 | Polybius                                   | Sheriff Atkins         | Jimmy Kelly                     | Scurtmetraj                                         |
| 2022 | Final Summer                               | George Klug            | John Isberg                     | Pre-producție                                       |
| TBA  | The Collected                              | Clu                    | Marcus Dunstan⁠(d)               | Anunțat                                             |

### Televiziune
- 1963 The Doctors ca Dylan Levein
- 1964 Look Up and Live ca Doctor
- 1974 Get Christie Love!⁠(d) ca Peterson
- 1974 Rhoda⁠(d) ca Vic Rhodes
- 1974 Harry O⁠(d) ca Sergent Frank Cole (5 episoade)
- 1975 Miles to Go Before I Sleep ca O'Dell Film TV
- 1975 The Rookies⁠(d) ca Brad Gifford
- 1975 Hawaii Five-O: sezonul 8 episode 8, Sing a Song of Suspense ca Koko Apaleka
- 1976 Visions ca Robert Dayka
- 1976-1977 Serpico - Lieutenant Tom Sullivan  (16 episoade)
- 1974-1977 The Rockford Files⁠(d) ca Lieutenant Alex Diel (8 episoade)
- 1977 Baretta⁠(d) ca Vic
- 1977 Tarantulas: The Deadly Cargo⁠(d) ca Buddy, Film TV
- 1978 A Death in Canaan⁠(d) ca Lieutenant Bragdon, Film TV
- 1980 Skag⁠(d) ca Dr. Moscone, episod Pilot
- 1980 Power ca Buck Buchanan, Film TV
- 1981 Sherlock Holmes ca Craigin, Film TV
- 1979-1981 Lou Grant ca Dr. Sorenson / Jim Bronsky / Frank Durning (3 episoade)
- 1982 M*A*S*H ca Major Lawrence Weems
- 1982 Desperate Lives⁠(d) ca John Cameron, Film TV
- 1982 Quincy, M.E.⁠(d) ca Commander Gene Butler / John Todd (2 episoade)
- 1982 Skeezer ca Dr. Chanless, Film TV
- 1983 St. Elsewhere⁠(d) ca Bob Lonnicker
- 1983 Murder Me, Murder You⁠(d) ca Jack Vance, Film TV
- 1984 T.J. Hooker⁠(d) ca Phil Parker / Tommy D'Amico
- 1985 The Fall Guy⁠(d) ca George Spiros
- 1986 Alfred Hitchcock Presents ca Police Lieutenant
- 1986 Blind Justice⁠(d) ca Kramer, Film TV
- 1986 Stingray ca Donald Dixon
- 1986 Spenser: For Hire⁠(d) ca Hatch
- 1987 A Stranger Waits ca Sheriff Collier Film TV
- 1986-1987 The Equalizer ca Detective Frank Standish (3 episoade)
- 1988 Lemon Sky⁠(d) ca Douglas, serial TV
- 1989 Dead Man Out⁠(d) ca Burger Film TV
- 1989 The Heist⁠(d) ca Detective Leland Film TV
- 1990 Against the Law ca Walter Littlefield
- 1991 Cry in the Wild: The Taking of Peggy Ann⁠(d) ca Jamieson Film TV
- 1992 What She Doesn't Know ca Roy Film TV
- 1993 Sworn to Vengeance ca Ed Barry Film TV
- 1993 Walker, Texas Ranger ca Wade Cantrell
- 1994 Fortune Hunter ca Richard Bennett
- 1996 The Rockford Files: If the Frame Fits ca Commander Alex Diehl Film TV
- 1996 Xena: Warrior Princess ca Atrius
- 1996 Dying to be Perfect: The Ellen Hart Pena⁠(d) Story ca Henry Hart Film TV
- 1998 Homicide: Life on the Street⁠(d) ca Grenville Rawlins
- 1999 The Rockford Files: If It Bleeds ... It Leads ca Commander Alex Diehl Film TV
- 2003 Oz ca Mayor Wilson Lowen (2 episoade)
- 2003 Law & Order: Criminal Intent⁠(d) ca Mr. Monahan
- 2004 The Jury ca Boyd Kingman
- 2016 Horror's Hallowed Grounds ca Rolul său
- 2019 The Last Drive-In with Joe Bob Briggs⁠(d) ca Rolul său
- 2023 Creepshow ca Frank (in "Something Borrowed, Something Blue")

### În rolul său
- 2006 Halloween: 25 years of Terror - Documentar video
- 2007 Just Desserts: The Making of Creepshow - Documentar video
- 2009 My Bloody Valentine: Sex, Blood and Screams - The Make-Up Effects - Documentar video scurt
- 2009 Thrill Me!: The Making of Night of the Creeps - Documentar video
- 2009 Night of the Creeps: Tom Atkins, Man of Action - Documentar video scurt
- 2011 Doomed Detective: Tom Atkins on Maniac Cop - Documentar video
- 2012 Stand Alone: The Making of Halloween III: sezonul of the Witch Video scurt
- 2016 Creepshow Days with Michael Gornick Video scurt
- 2019 In Search of Darkness - Documentar
- 2020 In Search of Darkness: Part II⁠(d) - Documentar

### Imagini de arhivă
- 2011-2014 Cinemassacre's Monster Madness⁠(d) ca Ray Cameron / Dr. Dan Challis
- 2014-2019 Welcome to the Basement ca Ray Cameron / Sergent Krebs